# Sceloenopla goniaptera
Sceloenopla goniaptera là một loài bọ cánh cứng trong họ Chrysomelidae. Loài này được Perty miêu tả khoa học năm 1832.